# Nieprowice
Nieprowice – wieś w Polsce położona w województwie świętokrzyskim, w powiecie pińczowskim, w gminie Złota.
| SIMC    | Nazwa      | Rodzaj    |
| ------- | ---------- | --------- |
| 0280442 | Nowa Wieś  | część wsi |
| 0280459 | Stara Wieś | część wsi |

W latach 1975–1998 miejscowość administracyjnie należała do województwa kieleckiego.

## Historia
W wieku XV na dokumencie wydanym w 1437 r. (Kod. dypl. Milcz. i Rzysz., II, 450) występuje jako świadek Janussius de Neprowycze.
W wieku XIX Nieprowice, w dokumentach także Neprowycze, wieś nad rzeką Nidą w powiecie pińczowskim, gminie Złota, parafii Chrobrza, odległe 10 wiorst od Pińczowa.
Według spisu z 1827 r. było tu wówczas  51 domów, mieszkańców 345.
- folwark i wieś Nieprowice o rozległości mórg 630 gruntów zagospodarowanych. Budynków murowanych 5, z drzewa 8, płodozmian 8-polowy.
- wieś Nieprowice osad 70, z gruntami mórg 428[6].

We wsi był przystanek kolei wąskotorowej Nieprowice.